# Wolf (Galapagos)
Wolf (ang. Wenman) – wyspa w archipelagu Galapagos, należącym do Ekwadoru. Leży daleko na północny zachód od głównych wysp archipelagu.

## Warunki naturalne
Wyspa Wolf znajduje się 21 km na południe od niewielkiej wyspy Darwin, wysuniętej najdalej na północ w archipelagu. Jest ona szczytem podmorskiego wulkanu o wysokości ponad 1000 m, który był aktywny pomiędzy 1,6 miliona a 400 tysięcy lat temu. Wyspa jest rzadko odwiedzana przez turystów, pierwsze lądowanie na niej odbyło się dopiero w 1964 roku; jest bezludna i pozbawiona infrastruktury turystycznej, w pobliżu wyspy dopuszczone jest natomiast nurkowanie. Żeby chronić wyspę przed nielegalnymi połowami i niekontrolowaną turystyką podwodną, Park Narodowy Galapagos założył stały pływający posterunek w pobliżu wyspy. Nazwa wyspy upamiętnia niemieckiego geologa Theodora Wolfa.

## Fauna

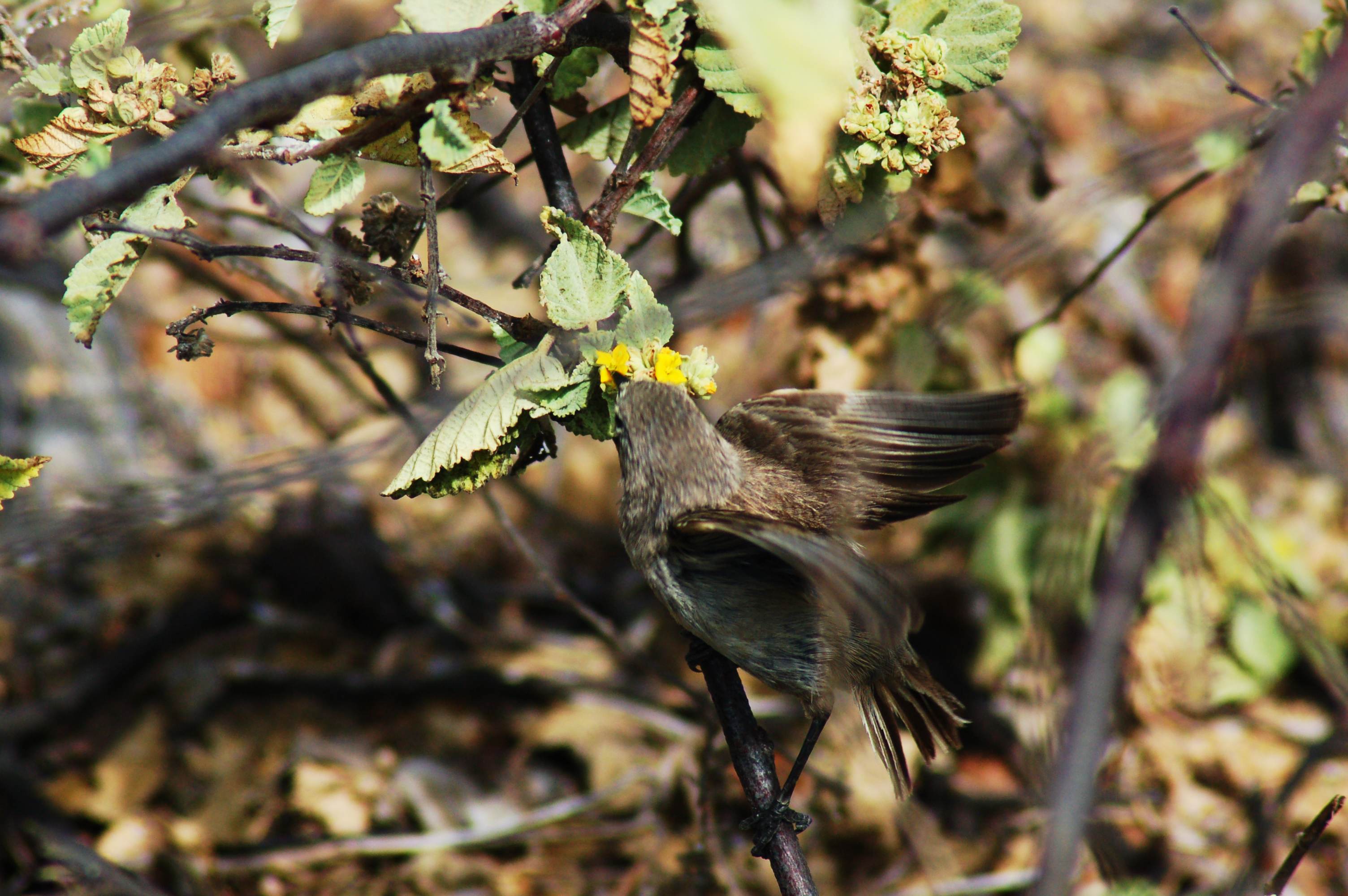
Darwinka ostrodzioba

Na wyspie licznie występują ptaki morskie. Jedna z zięb Darwina, podgatunek darwinki ostrodziobej występujący na wyspie Wolf, wykształcił niezwykłe nawyki żywieniowe: pije krew innych ptaków, głównie głuptaków galapagoskich i czerwononogich; zięby zjadają także ich jaja. Przyczyną tego zachowania jest bardzo suchy klimat wyspy. Wody wokół wyspy Wolf obfitują w organizmy żywe, nurkowie mogą spotkać rekiny młoty i żarłacze galapagoskie, a czasem rekiny wielorybie. Występują tu także żółwie morskie, manty i inne ryby.